# کیمیاگری (ترانه)
«کیمیاگری» (انگلیسی: The Alchemy) ترانه‌ای از تیلور سوئیفت، خواننده-ترانه‌سرای آمریکایی، از یازدهمین آلبوم استودیویی‌اش، دپارتمان شاعران رنج‌کشیده (۲۰۲۴) است. سوئیفت این ترانه را با جک آنتونوف نوشت و تهیه کرد. «کیمیاگری» ترانه‌ای پاپ راک و الکتروپاپ با تأثیراتی از آراندبی است. محتوای آن دربارهٔ یک عاشقانه رو به رشد است که در آن دو نفر نمی‌توانند در برابر جذبه عشق خود مقاومت کنند. متن ترانه حاوی نمادهای فوتبالی گسترده‌ای به‌منظور تجسم حس پیروز شدن است.
در بررسی‌های دپارتمان شاعران رنج‌کشیده ، منتقدان «کیمیاگری» را تنها قطعه با پایان خوش در نسخهٔ استاندارد آلبوم می‌دانستند. برخی از نقدها تشبیه و استعاره‌های فوتبالی در اشعار را ضعیف می‌دانستند، اما برخی دیگر عناصر تولید را تحسین کردند. «کیمیاگری» به رتبه ۱۸ جدول ۲۰۰ آهنگ جهانی بیلبورد رسید و در استرالیا، کانادا، نیوزیلند و ایالات متحده در میان ۲۵ عنوان برتر جدول قرار گرفت. این ترانه در استرالیا گواهی‌نامه طلا دریافت کرد. سوئیفت این ترانه را به‌صورت زنده دو بار در تور دوره‌ها در سال ۲۰۲۴ اجرا کرد.

## زمینه و انتشار
سوئیفت بلافاصله پس از ارسال دهمین آلبوم استودیویی‌اش نیمه‌شب‌ها به ریپابلیک رکوردز شروع به کار بر روی دپارتمان شاعران رنج‌کشیده کرد. او مخفیانه به کار بر روی آن در سراسر کنسرت‌های ایالات متحده از تور دوره‌ها در سال ۲۰۲۳ ادامه داد. زایش ایده ساخت این آلبوم زمانی اتفاق افتاد که زندگی شخصی سوئیفت همچنان به موضوعی بسیار خبرساز در مطبوعات تبدیل شد. او دپارتمان شاعران رنج‌کشیده را آلبوم مهم و حیاتی خود توصیف کرد که ساخت آن «واقعاً ضروری» بود. ریپابلیک رکوردز آن را در ۱۹ آوریل ۲۰۲۴ منتشر کرد. «کیمیاگری» پانزدهمین قطعهٔ آلبوم است.
سویفت «کیمیا» را دو بار در تور دوره‌ها در سال ۲۰۲۴ به صورت زنده اجرا کرد. در ۱۲ می، سوئیفت یک نسخه گیتار آکوستیک "کیمیاگری" را در مش‌آپی با ترانهٔ " مخاطره‌آمیز " (۲۰۱۲) در چهارمین نمایش پاریس اجرا کرد. در ۱۵ آگوست، او نسخه پیانو را، این بار به صورت ترکیبی با ترانه‌اش «شاه قلبم» (۲۰۱۷)، در نخستین کنسرت لندن اجرا کرد. سوئیفت اجرای پاریس را به عنوان بخشی از نسخه دیجیتالی با فروش محدود دپارتمان شاعران رنج‌کشیده در ۲۳ می ۲۰۲۴ منتشر کرد.

## موسیقی و شعر
«کیمیاگری» یک ترانه الکتروپاپ  و پاپ راک با تأثیراتی از آراندبی در سازهای آن است، که از درام‌های تکرارکننده و آوازهای چندلایه تشکیل شده است. ویل هاجکینسون از تایمز نوشت این ترانه تولید رؤیایی و رمانتیک دارد و سبک‌های خواننده-ترانه‌سرای آمریکایی استیوی نیکس را تداعی می‌کند، در حالی که آنی زالسکی صدای ترانه را مبهم توصیف کرد. 
متن ترانه تشبیه فوتبالی گسترده‌ای را برای توصیف روزهای رو به رشد یک رابطه عاشقانه جدید به کار می‌برد. شخصیت سوئیفت به معشوق جدیدش می‌گوید که حاضر است کامل متعهد باشد («پس وقتی که گل می‌زنم/ آماتور هارو صدا کنید و از تیم حذفشون کنید») و اعتراف می‌کند که او انتخاب دیگری ندارد («راستش، ما کی باشیم که با کیمیاگری عشق بینمون بجنگیم؟»). او همچنین اظهارات کنایه‌آمیزی بیان می‌کند که چگونه معشوقه‌های سابقش از ترکیب تیم حذف می‌شوند.  در بخش بریج، شخصیت سوئیفت صحنه‌ای از پیروزی را توصیف می‌کند: معشوقه‌اش، علی‌رغم حضور در یک تیم ضعیف، قهرمانی فوتبال را به دست می‌آورد («دوستات لباساشونو درمیارن و تورو روی دستاشون میبرن بالا»). در پایان، او به سمت «جام قهرمانی» خود می‌دود، استعاره‌ای از سوئیفت است؛ «جام کجاست؟ اون همین حالا دارد به سمت من می‌دود.» 
منتقدان «کیمیاگری» را تنها قطعه عاشقانه شاد در آلبومی می‌دانند که عمدتاً با دل‌شکستگی سروکار دارد.  استفانی برت ، منتقد ادبی، «کیمیاگری» را یکی از تنها سه قطعه در دپارتمان شاعران رنج‌کشیده: گلچین معرفی کرد که دربارهٔ عاشقانه‌های شکست‌خورده نیست. دو مورد دیگر عبارتند از «دبیرستانی» (دربارهٔ نوعی عشق شاد) و «رابین» (دربارهٔ پسر آرون دسنر، تهیه‌کننده آلبوم). شانون کارلین از تایم نوشت که قرار گرفتن این قطعه نزدیک به پایان نسخهٔ استاندارد آلبوم نشان می‌دهد که شخصیت سوئیفت پس از بیان جزئیات معشوقه‌های سابق در قطعات قبلی، مایل است «دوباره با این مرد بی‌نظیر جدید بجنگد» («بازیکنای ذخیره رو نیمکتن / ما رو دور برد هستیم»). لورن هاف از اینترتینمنت ویکلی با این موضوع موافقت کرد و گفت که «کیمیاگری» که پس از «ترانه‌هایی دربارهٔ دلشکستگی به‌قدری بد که سویفت آن را با «ایست قلبی» در سخن پایانی‌اش مقایسه می‌کند» قرار داده شده است، نشان‌دهنده یک «نوع خوب» از «دیوانگی» است. نینا میاشیتا در ووگ استرالیا گفت که به نظر می‌رسد این اشعار شباهت دو چیز متفاوت یعنی مواد شیمیایی آزادشده توسط مغز هنگام انجام ورزش و موادی که در زمان عاشقی آزاد می‌شوند، را ترسیم می‌کند.

## بازخورد
انتقاداتی که به این ترانه وارد شد بیشتر مربوط به اشعار آن بود. برخی از منتقدان، مانند اسپنسر کورنهاربر از آتلانتیک، کارل ویلسون از اسلیت، و جان وولماخر در نشریهٔ بیتز پر مینت، تصاویر فوتبالی در اشعار را ضعیف، ناخوشایند و بدون دقت نوشته‌شده توصیف کردند. نیل مک‌کورمیک از دیلی تلگراف گفت که این ترانه حاوی «جناسی‌های ورزشی جذاب» است. لودویک هانتر تیلنی در نگارش برای فایننشال تایمز گفت که این ترانه یکی از قطعات «یکنواخت» بود است و معتقد بود که عنوان آن اشتباه انتخاب شده است. لیندسی زولادز از نیویورک تایمز این ترانه را «بی‌وزن» توصیف کرد. نظر استفانی برت تا حدودی مثبت‌تر بود و استعاره‌های فوتبال را «عشوه‌گرانه» و پیام کلی را دارای «سرگرمی، امید و صبر» عنوان کرد.

## گواهی‌نامه
| منطقه                                   | گواهی | واحد گواهی‌شده/فروش |
| --------------------------------------- | ----- | ------------------ |
| استرالیا (آی‌اف‌پی‌آی استرالیا)            | طلا   | ۳۵٬۰۰۰             |
| رقم فروش+پخش جاری تنها بر پایهٔ گواهی‌ها. |       |                    |